# Гречешти (Долж)
Гречешти (рум. Greceşti) насеље је у Румунији у округу Долж у општини Гречешти. Oпштина се налази на надморској висини од 231 m.

## Становништво
Према подацима из 2002. године у насељу је живело 2039 становника, од којих су сви румунске националности.

### Хронологија
| Година       | 1992 | 1993 | 1994 | 1995 | 1996 | 1997 | 1998 | 1999 | 2000 | 2001 | 2002 | 2003 | 2004 | 2005 | 2006 | 2007 | 2008 | 2009 | 2010 | 2011 | 2012 | 2013 | 2014 | 2015 | 2016 | 2017 |
| ------------ | ---- | ---- | ---- | ---- | ---- | ---- | ---- | ---- | ---- | ---- | ---- | ---- | ---- | ---- | ---- | ---- | ---- | ---- | ---- | ---- | ---- | ---- | ---- | ---- | ---- | ---- |
| Становништво | 2290 | 2209 | 2144 | 2122 | 2090 | 2040 | 1992 | 1958 | 1997 | 1981 | 1933 | 1907 | 1877 | 1839 | 1819 | 1790 | 1770 | 1724 | 1717 | 1704 | 1683 | 1674 | 1668 | 1637 | 1639 | 1602 |